# Satellite Awards 2020
25. ročník udílení Satellite Awards se konal dne 15. února 2021. Nominace byly oznámeny 1. února 2021.

## Nominace a vítězové

### Film
| Nejlepší film – drama | Nejlepší film – komedie/muzikál |
| --- | --- |
| Země nomádů - Otec - Ma Rainey – matka blues - Minari - Miss Juneteenth - Noc v Miami... - Nadějná mladá žena - Zvuk metalu - Tenet - Chicagský tribunál | Čtyřicetiletá verze - Boratův navázaný telefilm - Hamilton - V úskalí - Palm Springs - Kouzelný svět Davida Copperfielda |
| Nejlepší animovaný film | Nejlepší režisér |

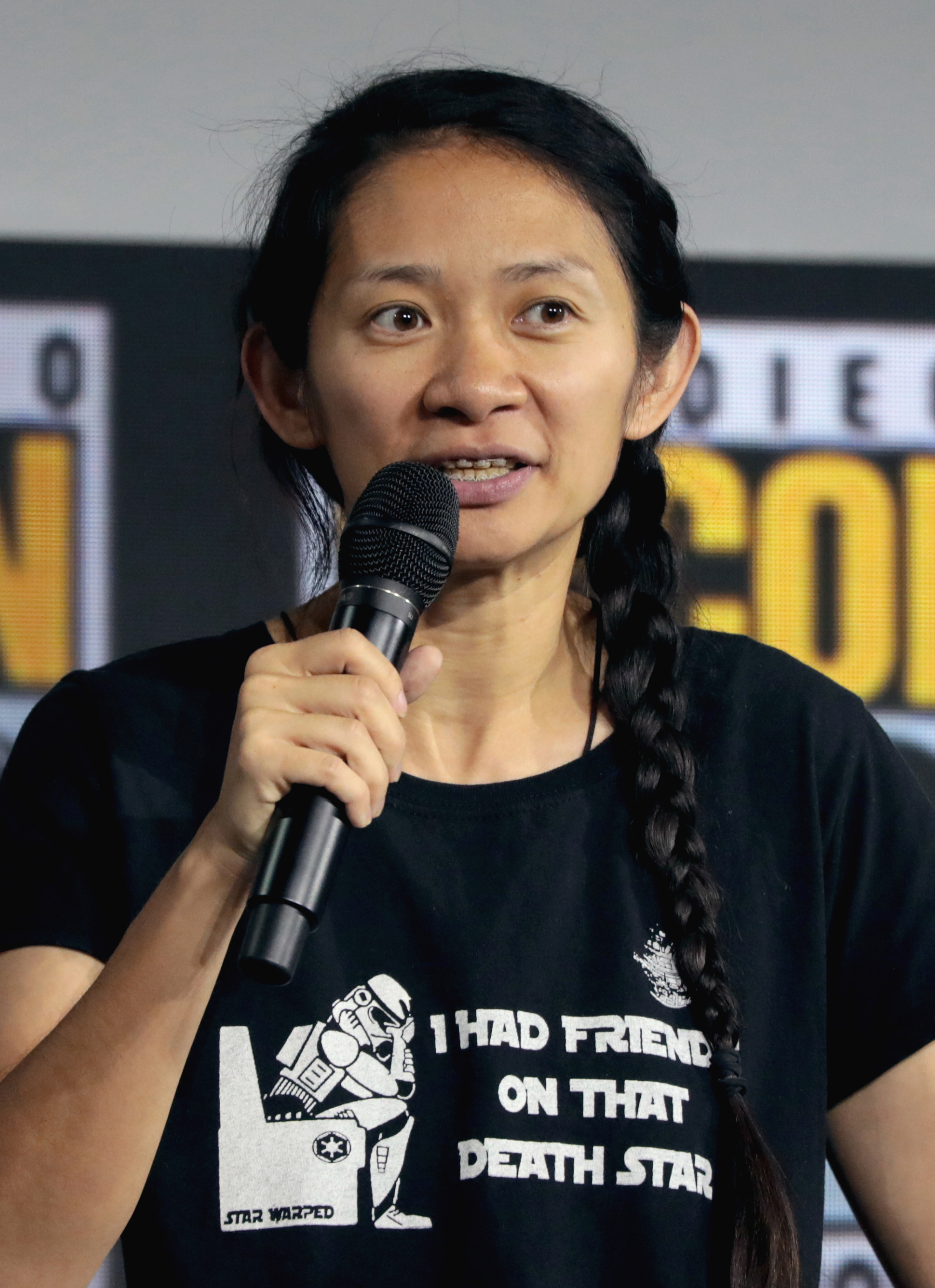
Chloé Zhaová, vítězka v kategorii nejlepší režie

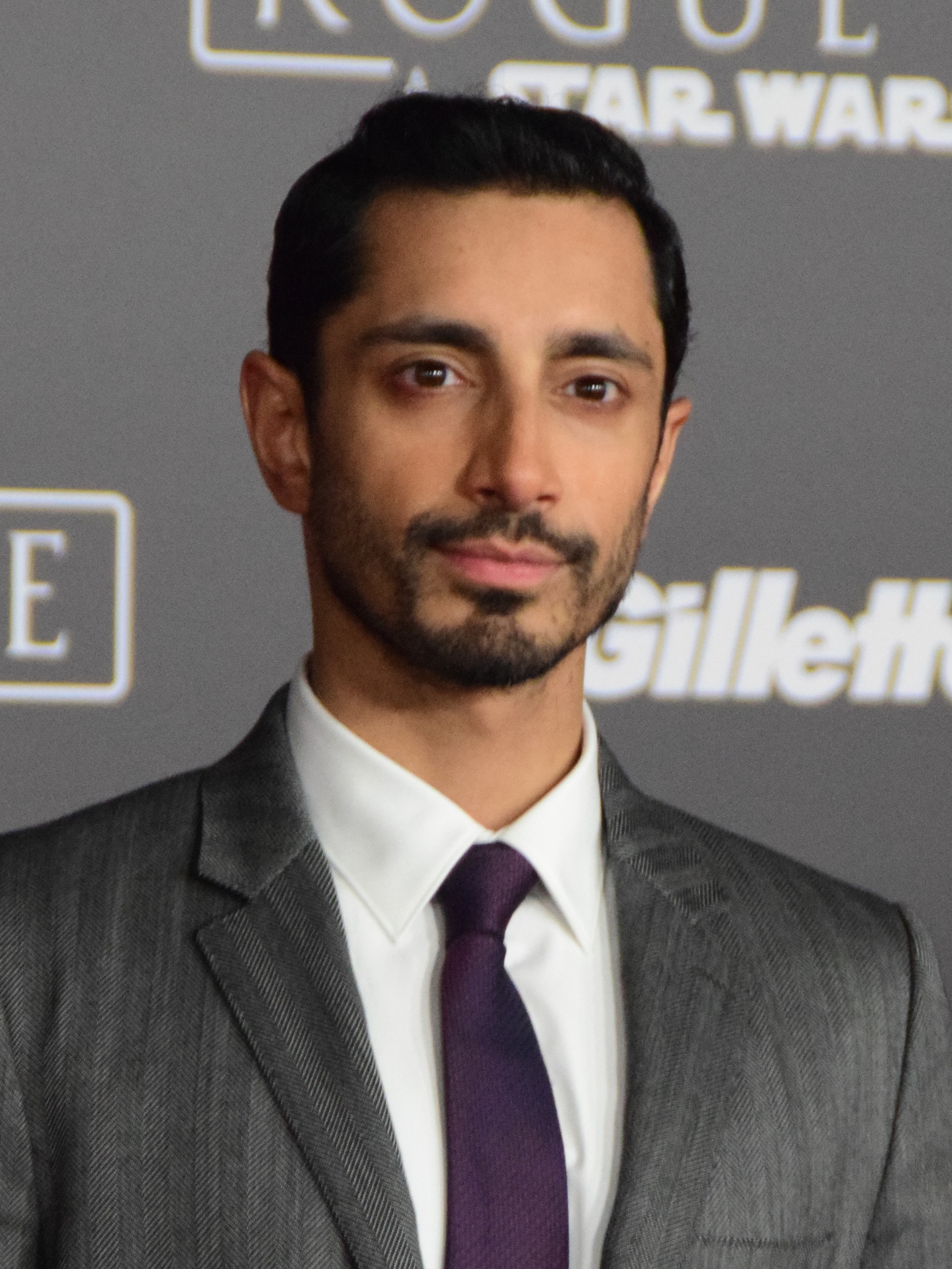
Riz Ahmed, vítěz v kategorii nejlepší filmový herec (drama)

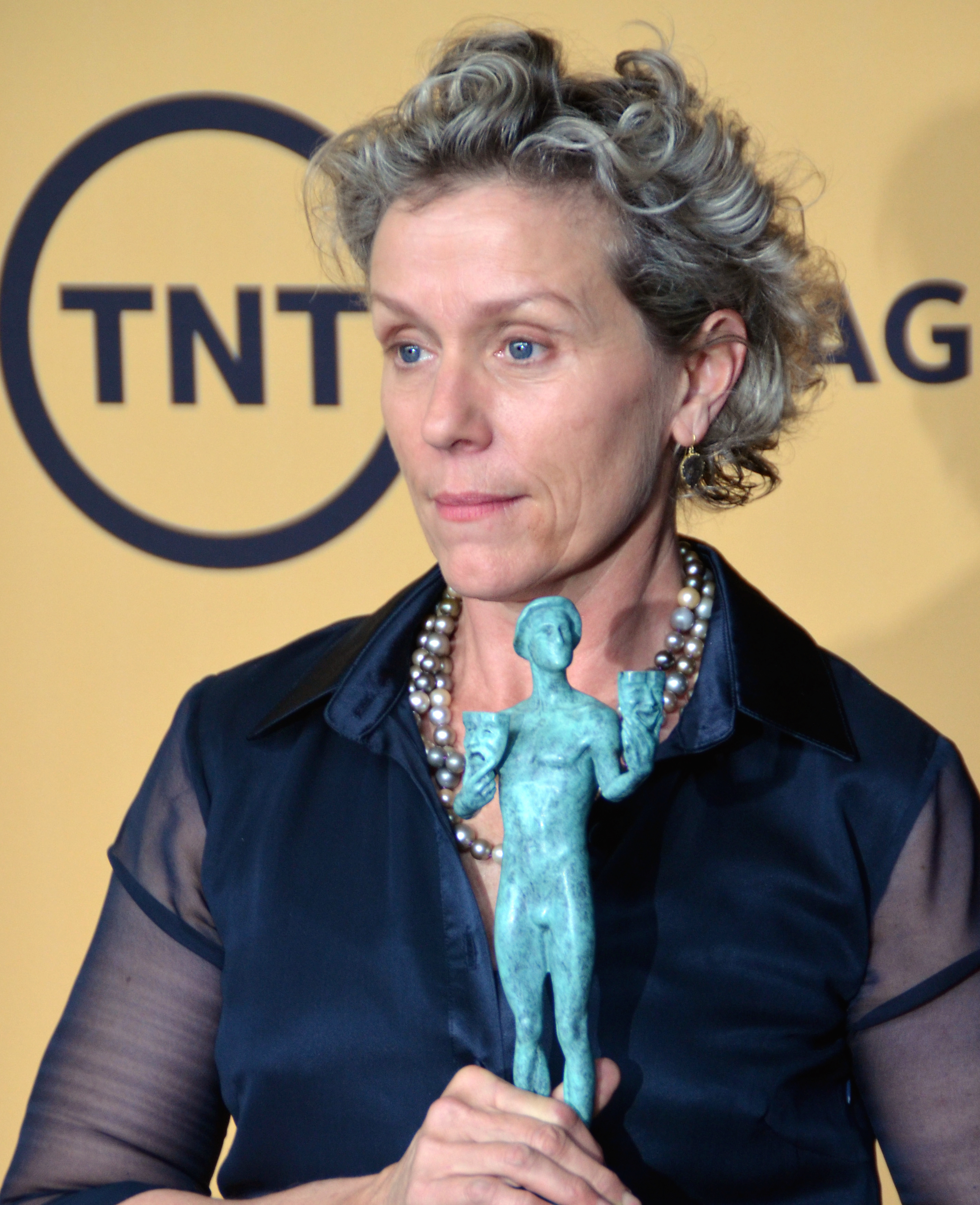
Frances McDormandová, vítězka v kategorii nejlepší filmová herečka (drama)

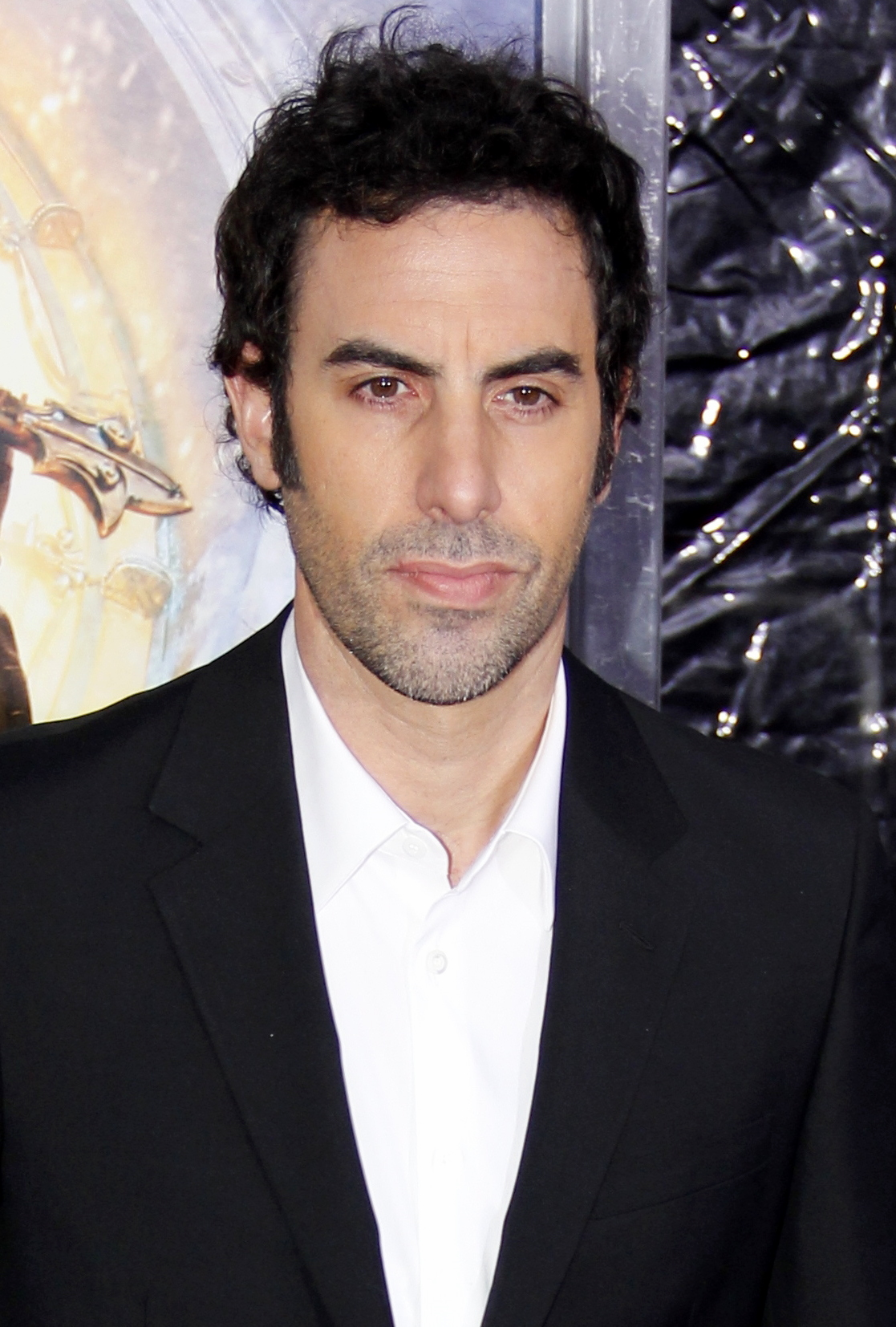
Sacha Baron Cohen, vítěz v kategorii nejlepší filmový herec (muzikál/komedie)

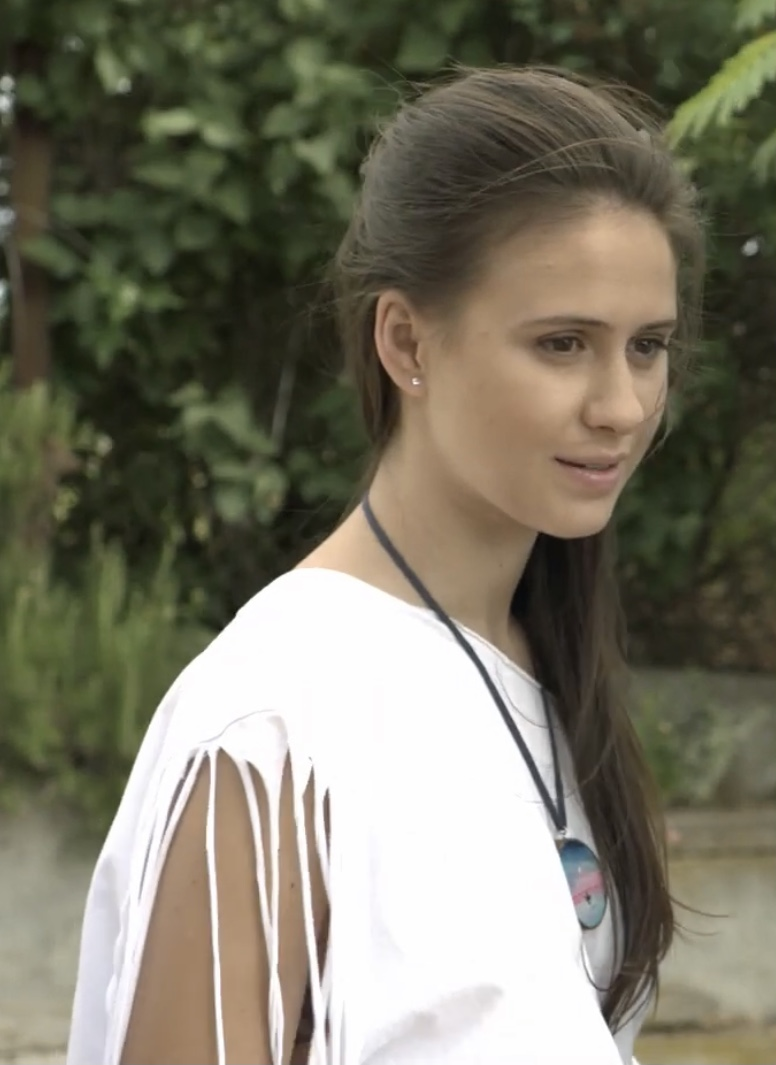
Maria Bakalova, vítězka v kategorii nejlepší filmová herečka (muzikál/komedie)

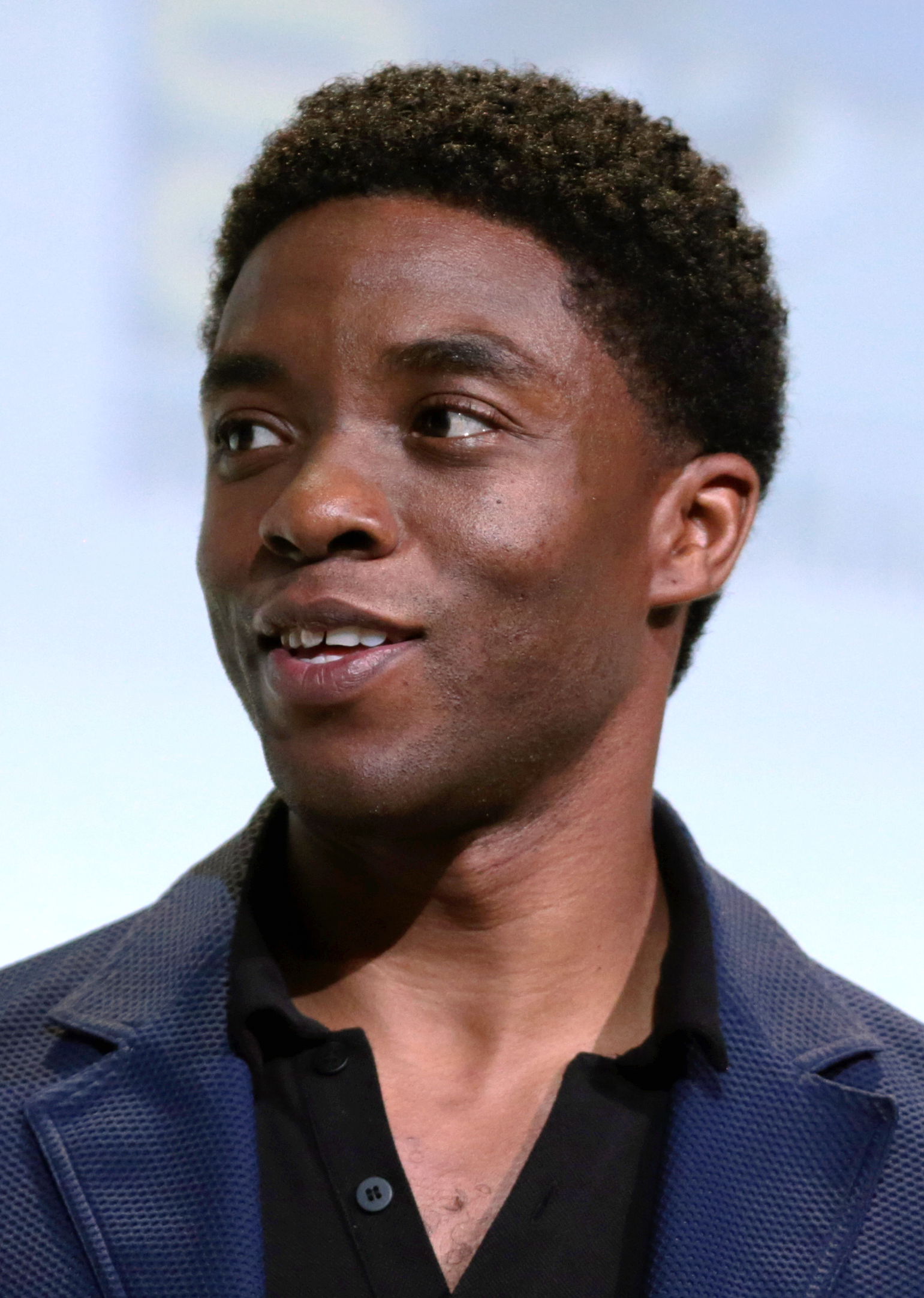
Chadwick Boseman, vítěz v kategorii nejlepší mužský herecký výkon ve vedlejší roli

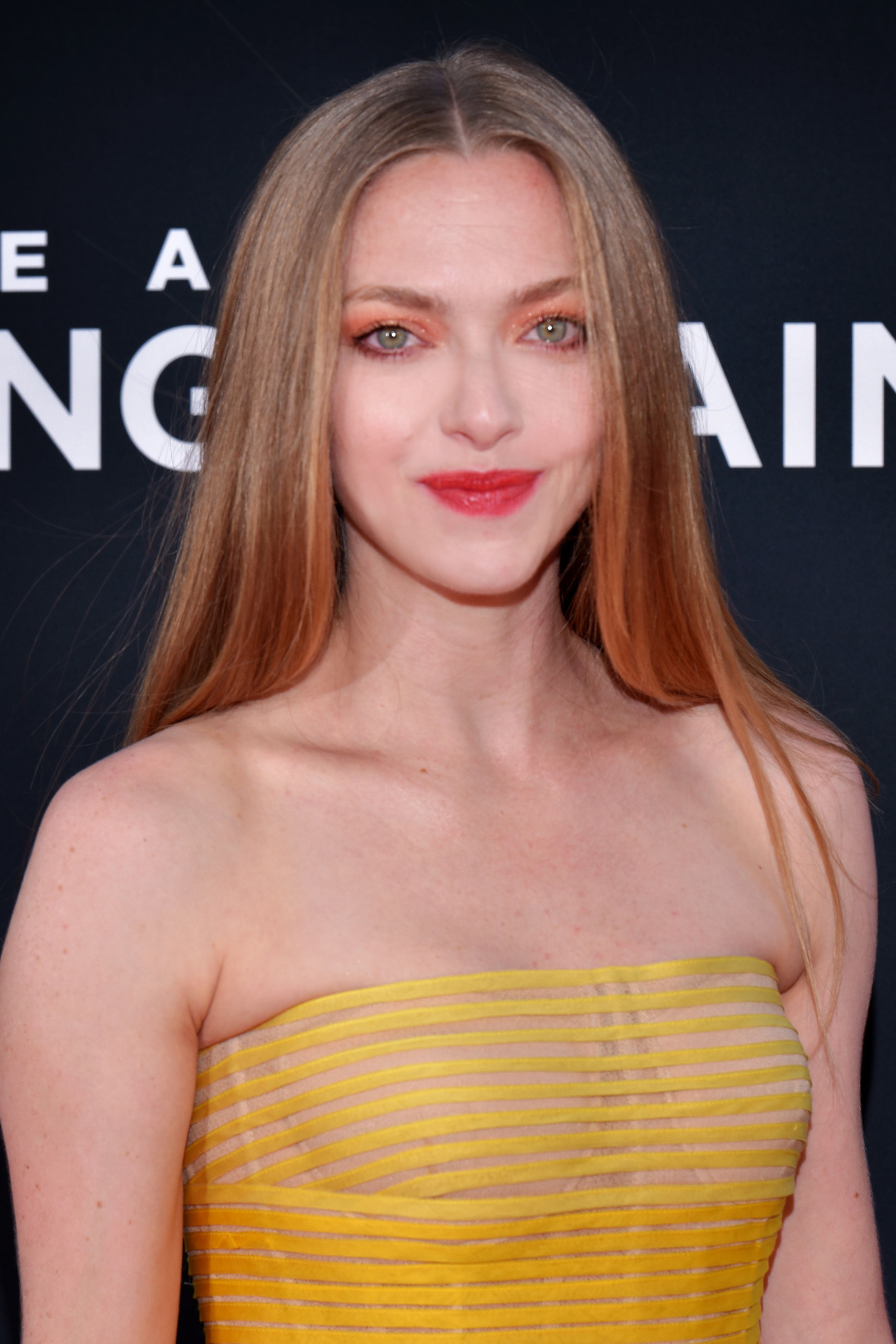
Amanda Seyfriedová, vítězka v kategorii nejlepší ženský herecký výkon ve vedlejší roli

| Vlkochodci - Náhodná bujnost průsvitného vodního rébusu - Demon Slayer: Kimetsu no Yaiba the Movie: Mugen Train - Ji yuan tai qi hao - Až na Měsíc - Duše | Chloé Zhaová – Země nomádů - Lee Isaac Chung – Minari - David Fincher – Mank - Darius Marder – Zvuk metalu - Aaron Sorkin – Chicagský tribunál - Florian Zeller – The Father |
| Nejlepší herec v hlavní roli – drama | Nejlepší herečka v hlavní roli – drama |
| Riz Ahmed – Zvuk metalu - Chadwick Boseman – Ma Rainey – matka blues - Anthony Hopkins – The Father - Delroy Lindo – Bratrstvo pěti - Gary Oldman – Mank - Steven Yeun – Minari | Frances McDormandová – Země nomádů - Viola Davis – Ma Rainey – matka blues - Vanessa Kirby – Střípky ženy - Sophia Loren – Život před sebou - Carey Mulligan – Nadějná mladá žena - Kate Winslet – Amonit |
| Nejlepší herec v hlavní roli – komedie/muzikál | Nejlepší herečka v hlavní roli – komedie/muzikál |
| Sacha Baron Cohen – Boratův navázaný telefilm - Lin-Manuel Miranda – Hamilton - Leslie Odom Jr. – Hamilton - Dev Patel – The Personal History of David Copperfield - Andy Samberg – Palm Springs | Maria Bakalova – Boratův navázaný telefilm - Rashida Jones – V úskalí - Michelle Pfeifferová – Po francouzsku - Margot Robbie – Birds of Prey - Meryl Streep – The Prom - Anya Taylor-Joy – Emma. |
| Nejlepší herec ve vedlejší roli | Nejlepší herečka ve vedlejší roli |
| Chadwick Boseman – Bratrstvo pěti - Kingsley Ben-Adir – Noc v Miami... - Sacha Baron Cohen – Chicagský tribunál - Brian Dennehy – Příjezdové cesty - Bill Murray – V úskalí - David Strathairn – Země nomádů | Amanda Seyfriedová – Mank - Ellen Burstyn – Střípky ženy - Olivia Colmanová – The Father - Nicole Kidman – The Prom - Yuh-Jung Youn – Minari - Helena Zengel – Zprávy ze světa |
| Nejlepší původní scénář | Nejlepší adaptovaný scénář |
| Emerald Fennell – Nadějná mladá žena - Jack Fincher – Mank - Lee Isaac Chung – Minari - Andy Siara – Palm Springs - Pete Docter, Mike Jones a Kemp Powers – Duše - Aaron Sorkin – Chicagský tribunál | Florian Zeller a Christopher Hampton – Otec - Edoardo Ponti – Život před sebou - Ruben Santiago-Hudson – Ma Rainey – matka blues - Luke Davies a Paul Greengrass – Zprávy ze světa - Chloé Zhaová – Země nomádů - Kemp Powers – Noc v Miami... |
| Nejlepší skladatel | Nejlepší původní píseň |
| Alexandre Desplat – Půlnoční nebe - Trent Reznor a Atticus Ross – Mank - Emile Mosseri – Minari - James Newton Howard – Zprávy ze světa - Terence Blanchard – Noc v Miami... - Ludwig Goransson – Tenet | „Io sì (Seen)“ (Niccolò Agliardi, Laura Pausini & Diane Warren) – Život před sebou - „Everybody Cries" (Larry Groupé, Rod Lurie a Rita Wilson) – Základna - „Hear My Voice“( Celeste & Daniel Pemberton) – Chicagský tribunál - „The Other Side“ (Justin Timberlake) – Trollové: Světové turné - „Rocket to the Moon“ (Christopher Curtis, Marjorie Duffield a Helen Park) – Až na Měsíc - „Speak Now“ (Sam Ashworth & Leslie Odom Jr.) – Noc v Miami...                                                 |
| Nejlepší dokument | Nejlepší cizojazyčný film |
| Colectiv - Můj domov - Circus of Books - Coup 53 - Kripl kemp: Revoluce na kolečkách - The Dissident - Gunda - MLK/FBI - Nejkrásnější věc - The Truffle Hunters | La Llorona: Prokletá žena (Guatemala, Francie) - Chlast (Dánsko) - Atlantida (Ukrajina) - Už tady nejsem (Mexiko) - Jallikattu (Indie) - My Little Sister (Švýcarsko) - A Sun (Taiwan) - Tove (Finsko) - Taková láska (Francie, USA) |
| Nejlepší střih | Nejlepší kamera |
| Alan Baumgarten – Chicagský tribunál - Yorgos Lamprinos – Otec - Kirk Baxter – Mank - Harry Yoon – Minari - Chloé Zhaová – Země nomádů - Tariq Anwar – Noc v Miami... | Erik Messerschmidt – Mank - Martin Ruhe – Půlnoční nebe - Dariusz Wolski – Zprávy ze světa - Joshua James Richards – Země nomádů - Tami Reiker – Noc v Miami... - Hoyte van Hoytema – Tenet |
| Nejlepší vizuální efekty | Nejlepší zvuk |
| Scott R. Fisher a Andrew Jackson – Tenet - Thrain Shadbolt a Kevin Souls – Birds of Prey (Podivuhodná proměna Harley Quinn) - Peter Bebb a Nathan McGuinness – Greyhound - Simon Carr, Pablo Helman, James Pastorius a Wei Zheng – Mank - Matt Kasmir a Chris Lawrence – Půlnoční nebe - Sean Andrew Faden – Mulan | Jaime Baksht, Nicolas Becker, Phillip Bladh, Carlos Cortés, Michelle Couttolenc a Carolina Santana – Zvuk metalu - Ren Klyce, Drew Kunin, Jeremy Molod, Nathan Nance a David Parker – Mank - Todd Beckett, Danny Hambrook, Dan Hiland, Bjorn Ole Schroeder a Randy Thom – Půlnoční nebe - Sergio Díaz, Zach Seivers a M. Wolf Snyder – Země nomádů - David Giammarco, Gary Megregian, Steven A. Morrow a Mark Paterson – The Prom - Willie D. Burton, Richard King, Kevin O'Connell a Gary Rizzo – Tenet |
| Nejlepší kostýmy | Nejlepší výprava |
| Suzie Harman a Robert Worley – Kouzelný svět Davida Copperfielda - Alexandra Byrne – Emma. - Trish Summerville – Mank - Ann Roth – Ma Rainey – matka blues - Bina Daigeler – Mulan - Francine Jamison-Tanchuck – Noc v Miami...                                                                                    | Donald Graham Burt, Chris Craine, Jan Pascale a Dan Webster – Mank - Jim Bissell and John Bush – Půlnoční nebe - Anne Kuljian a Grant Major – Mulan - Page Buckner, Barry Robinson a Mark Zuelzke – Noc v Miami... - Cristina Casali a Charlotte Dirickx – Kouzelný svět Davida Copperfielda - Jamie Walker McCall a Gene Serdena – The Prom |

### Televize
| Nejlepší seriál (drama) | Nejlepší seriál (muzikál nebo komedie) |
| --- | --- |
| Volejte Saulovi – AMC - Miliardy – Showtime - Koruna – Netflix - Na mušce – BBC America - Ozark – Netflix - P-Valley – Starz                                                                              | Městečko Schitt's Creek – Netflix - Banda – Prime Video - Smrt nás spojí – Netflix - Nesvá – HBO - Ramy – Hulu - Co děláme v temnotách – FX                                                    |
| Nejlepší žánrový seriál | Nejlepší minisérie |
| The Haunting - Záhadné sídlo Bly – Netflix - Evil – CBS - Jeho temné esence – HBO - The Mandalorian – Disney+ - Outsider – HBO - Pennyworth – Epix                                                        | The Good Lord Bird – Showtime - Mrs. America – FX on Hulu - Normální lidi – Hulu - Dámský gambit – Netflix - Sekerka – BBC One / Prime Video - Mělas to vědět – HBO - Neortodoxní – Netflix    |
| Nejlepší herec (drama/žánr) | Nejlepší herečka (drama/žánr) |
| Bob Odenkirk – Volejte Saulovi - Jason Bateman – Ozark - Damian Lewis – Miliardy - Tobias Menzies – Koruna - Regé-Jean Page – Bridgertonovi - Matthew Rhys – Perry Mason                                  | Olivia Colmanová – Koruna - Caitriona Balfe – Cizinka - Phoebe Dynevor – Bridgertonovi - Laura Linneyová – Ozark - Sandra Oh – Na mušce - Maggie Siff – Miliardy                               |
| Nejlepší herec (muzikál nebo komedie) | Nejlepší herečka (muzikál nebo komedie) |

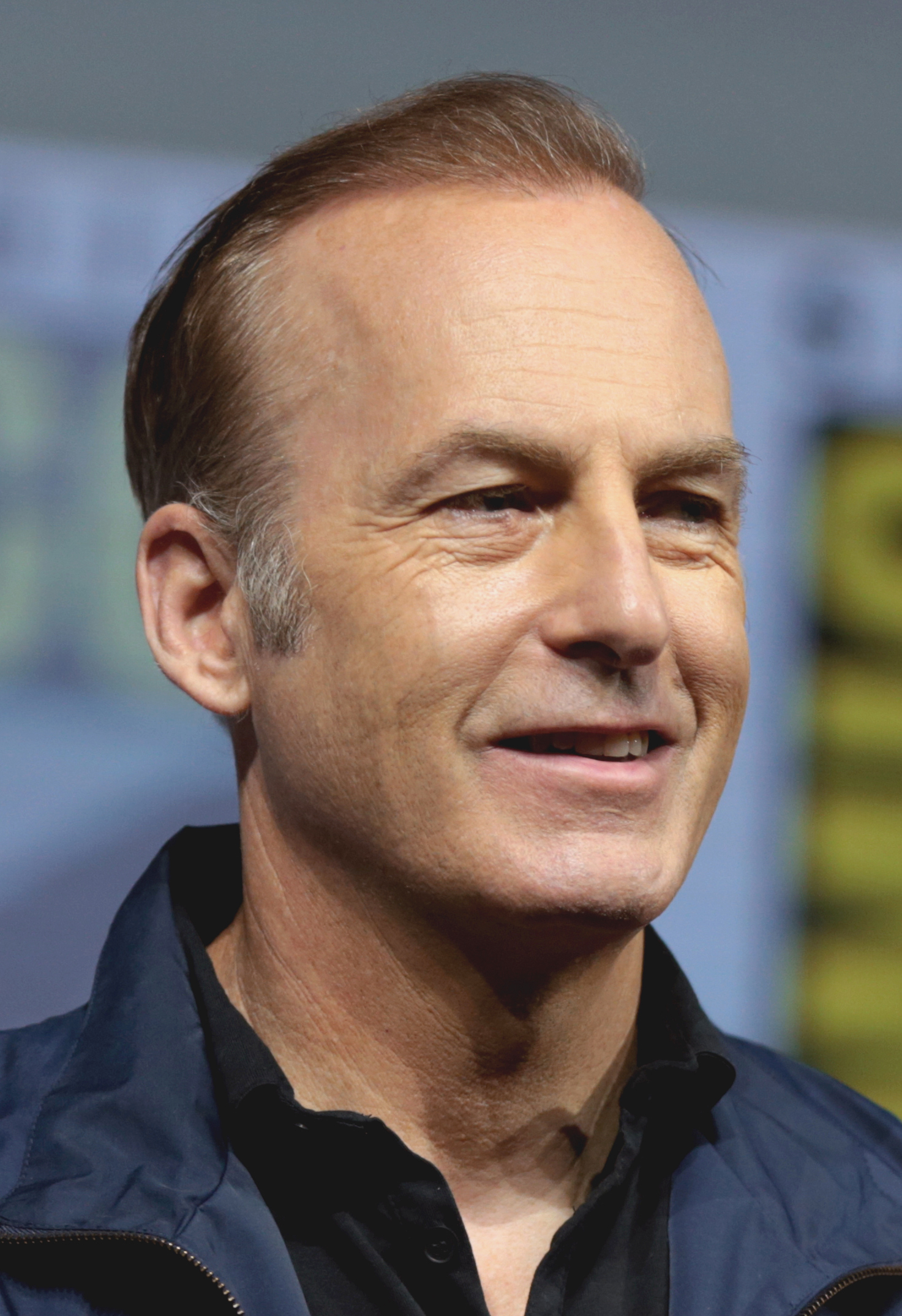
Bob Odenkirk, vítěz v kategorii nejlepší herec (drama)

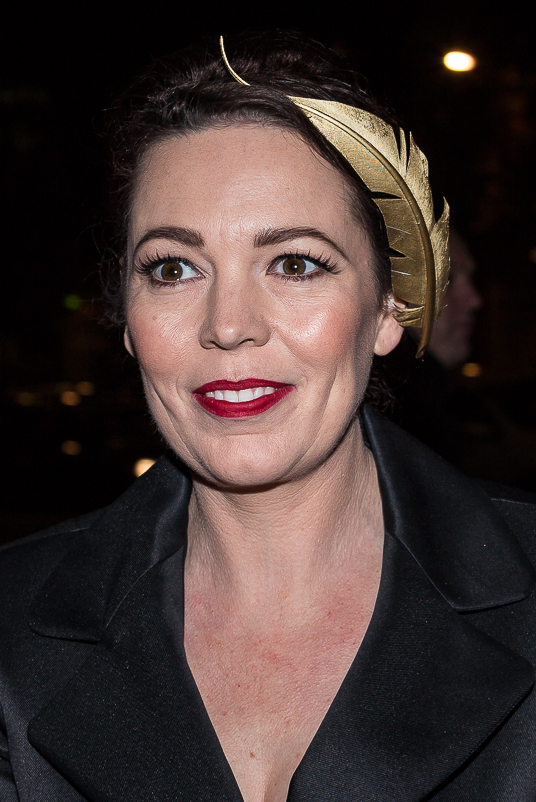
Olivia Colmanová, vítězka v kategorii nejlepší herečka (drama)

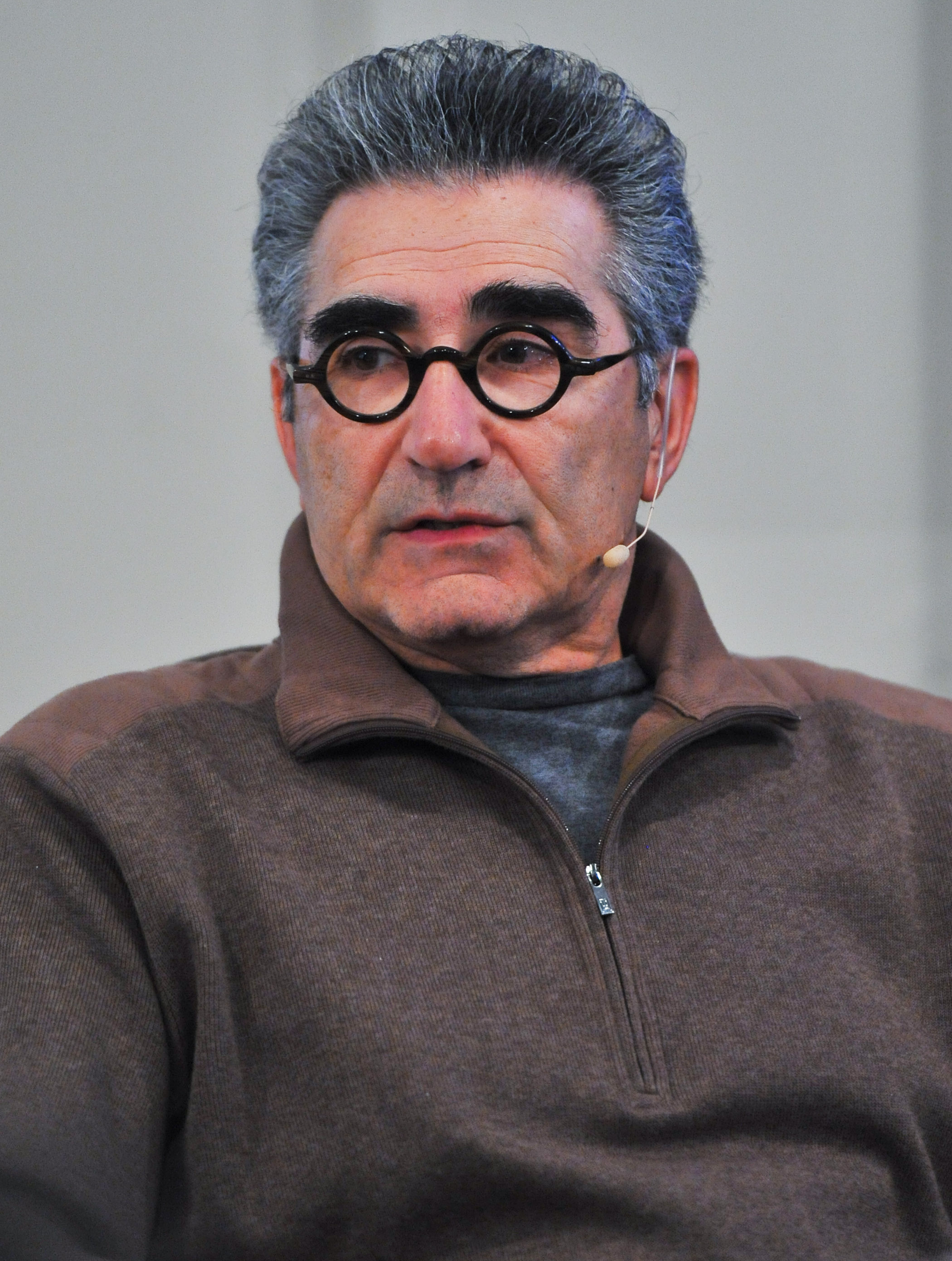
Eugene Levy, vítěz v kategorii nejlepší herec (komedie/muzikál)

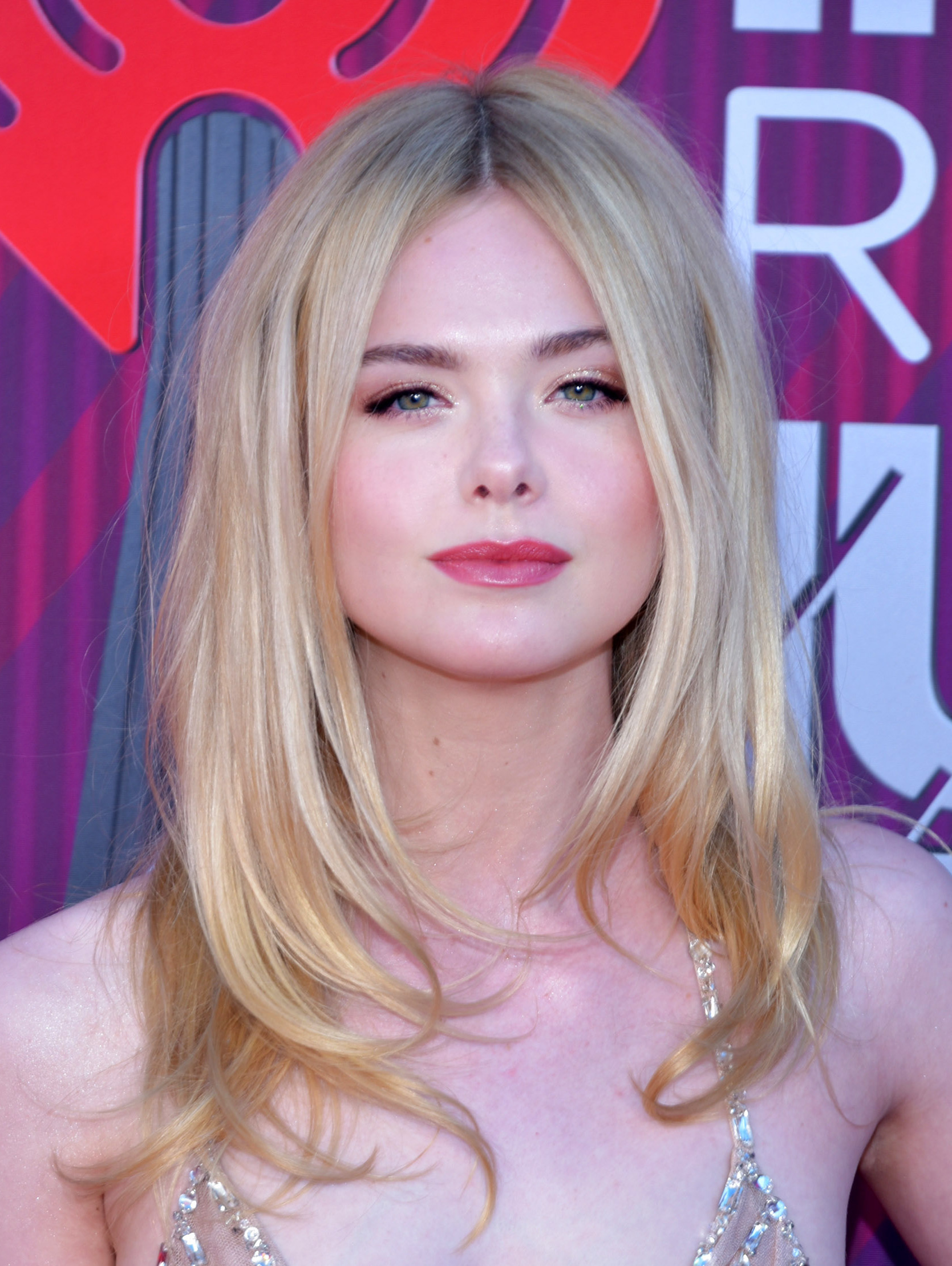
Elle Fanning, vítězka v kategorii nejlepší herečka (komedie/muzikál)

| Eugene Levy – Městečko Schitt’s Creek - Dave Burd – Dave - Ricky Gervais – Po životě - Nicholas Hoult – Veliká - Jason Sudeikis – Ted Lasso - Ramy Youssef – Ramy                                         | Elle Fanning – Veliká - Christina Applegate – Smrt nás spojí - Linda Cardellini – Smrt nás spojí - Zoë Kravitz – High Fidelity - Catherine O’Hara – Městečko Schitt’s Creek - Issa Rae – Nesvá |
| Nejlepší herec (minisérie nebo TV film) | Nejlepší herečka (minisérie nebo TV film) |
| Ethan Hawke – The Good Lord Bird - John Boyega – Sekerka - Bryan Cranston – Your Honor - Hugh Grant – Mělas to vědět - Hugh Jackman – Špatné vychování - Chris Rock – Fargo - Mark Ruffalo – Bludné kruhy | Cate Blanchett – Mrs. America - Shira Haas – Neortodoxní - Nicole Kidman – Mělas to vědět - Anya Taylor-Joy – Dámský gambit - Letitia Wright – Sekerka - Zendaya – Euforie                     |
| Nejlepší herec ve vedlejší roli | Nejlepší herečka ve vedlejší roli |
| Jeff Wilbusch – Neortodoxní - Joshua Caleb Johnson – The Good Lord Bird - Josh O'Connor – Koruna - Tom Pelphrey – Ozark - Donald Sutherland – Mělas to vědět - Ben Whishaw – Fargo                        | Tracey Ullman – Mrs. America - Gillian Anderson – Koruna - Jessie Buckley – Fargo - Emma Corrin – Koruna - Hope Davis – Your Honor - Noma Dumezweni – Mělas to vědět                           |
| Nejlepší televizní film | |
| The Clark Sisters: First Ladies of Gospel – Lifetime - Špatné vychování – HBO - Sylvie's Love – Prime Video - Uncle Frank – Prime Video                                                                   | |